# レフティRX
レフティRX（レフティアールエックス）は、1972年に任天堂より発売されたラジコンカー。

## 概要
開発は横井軍平。リモコンのチャンネル（コントロールできる動作の数）は1つで、左にのみ曲がることができるという仕様になっている。リモコンのボタンを押すと直進し、離すと左に曲がりながら減速する。
当時のラジコンカーは1/8サイズがほとんどであり、ニトロ燃料を使用し、価格は平均的なサラリーマンの給料の一月分以上と子どもが買えるものではなかった。レフティRXは、チャンネル数を1つにすることで当時の本格的なラジコンの1/10の価格（5900円から10800円）にすることができた。
1979年には、レフティRXの技術を応用して横井が開発したラジコン式掃除機のチリトリーが発売されている。

## 登場作品
- メイド イン ワリオ ゴージャス - ミニゲームの一つに登場。